# Fritz Seifter
Fritz Seifter lub Seifert , właśc. Friedrich Seifter (ur. 19 listopada 1888 w Trzebini, zm. po 30 sierpnia 1942) – niemiecko-żydowski dziennikarz pracujący w Polsce, kolaborant III Rzeszy, redaktor naczelny „Gazety Żydowskiej” podczas II wojny światowej.

## Życiorys

### Młodość i edukacja
Uczęszczał do gimnazjum w Bielsku, w 1911 roku uzyskał maturę, następnie przeniósł się do Wiednia, gdzie podjął studia teologiczne w szkole rabinackiej, jednocześnie studiując na Wydziale Filozofii Uniwersytetu Wiedeńskiego. 
W 1913 roku zdał egzamin na licealnego nauczyciela religii. W 1915 roku został powołany do wojska austro-węgierskiego, ze względu na ciężką chorobę został jednak po kilku miesiącach zwolniony ze służby i ponownie podjął studia, które w 1916 roku zakończył rozprawą doktorską dotyczącą nowożytnej historii Rzeszy. Następnie podjął pracę jako nauczyciel religii w Igławie, gdzie przebywał przez rok, później, do listopada 1918 roku, pracował w dwóch liceach w Berlinie oraz w szkółce religijnej przy berlińskiej gminie żydowskiej. Studiował również gospodarkę narodową na Uniwersytecie w Berlinie. 
Po zakończeniu I wojny światowej wyjechał do Bielska, przez pewien czas bez powodzenia prowadził własne przedsiębiorstwo, zrezygnował z tego na początku lat 20. XX wieku z powodu kryzysu ekonomicznego, podjął pracę jako dziennikarz gospodarczy dla niemieckojęzycznych czasopism w Polsce, Gdańsku, Niemczech, Austrii i Czechosłowacji. Według własnej relacji, w 1923 roku został ukarany wysoką grzywną za napisanie wrogiego Polakom artykułu, miał być również atakowany przez syjonistów i innych Żydów za swoją proniemiecką działalność.

### Współpraca z Niemcami w II Rzeczypospolitej
Wiosną 1927 roku zwrócił się do Konsulatu Generalnego Niemiec w Katowicach z propozycją współpracy. Planował utworzyć w Polsce niemiecko-żydowski dwutygodnik, który miał zostać organem proniemieckich Żydów, zachęcać Żydów do „zjednoczenia z Niemcami” oraz walczyć z Żydami zasymilowanymi do kultury polskiej, fołkistami i syjonistami. Konsul Friedrich Illgen przesłał prośbę Seiftera do Urzędu Spraw Zagranicznych Niemiec, wyrażając jednak wobec niego dezaprobatę. Według konsula środowiska niemieckich Żydów w Polsce dystansowały się od Seiftera z powodu jego częstych kontaktów z polskimi władzami, podejrzewano go również o otrzymywanie od władz „dotacji”. Wizja czasopisma Seiftera nie została ostatecznie zrealizowana.
Po przejęciu władzy w Niemczech przez nazistów, nowo utworzone Ministerstwo Propagandy i Oświecenia Publicznego Rzeszy było bardziej przychylne planom Seiftera. W zamian za „wsparcie ideowe” obiecane przez Hermanna Demanna Seifter zobowiązał się dostarczać co 14 dni sprawozdanie z Polski. Latem 1933 roku powrócił do pomysłu założenia w Polsce pisma dla niemieckich Żydów, doprowadził do utworzenia gazety „Jüdische Wochenpost”, której pierwszy numer ukazał się 16 lutego 1934 roku w Bielsku. Seifter wydawał ją wspólnie z byłym współpracownikiem „Kattowitzer Zeitung” Fritzem Guttmannem. Kilka tygodni później niemiecki konsulat w Katowicach poinformował Urząd Spraw Zagranicznych o powstaniu czasopisma, jego twórcy i sytuacji. 
Według pism Seiftera przesłanych do konsulatu czasopismo było wydawane za wiedzą i zgodą Ministerstwa Propagandy. Seifter poinformował również konsula o planach założenia podobnego czasopisma w Terytorium Saary, a w październiku tego samego roku zwrócił się do Senatu Wolnego Miasta Gdańska z ofertą wydawania żydowskiej gazety, powołując się na współpracę z Ministerstwem Propagandy. Sam przedstawiał się jako agent Ministerstwa Propagandy, któremu powierzono zadanie propagowania nazizmu wśród niemieckich Żydów żyjących poza granicami III Rzeszy.
W lipcu 1933 roku przekazał również konsulatowi w Katowicach plan zaproszenia proniemieckich Żydów na polski Śląsk, gdzie mieli wpływać na miejscową ludność żydowską. Plan ten miał być rzekomo uzgodniony z Ministerstwem Propagandy. Konsul ponownie poinformował Urząd Spraw Zagranicznych o wątpliwościach wobec Seiftera i oskarżeniach o współpracę z polskimi władzami, w odpowiedzi urzędnik ministerstwa poinformował, że Seifter jest osobą znaną ministerstwu, ale nie otrzymał dla swoich planów oficjalnego poparcia.
Jeszcze w 1934 roku Seifter utracił poparcie dla prowadzenia „Jüdische Wochenpost” ze strony ministerstwa, które uznało, że charakter gazety odszedł od proniemieckiego. Mimo to czasopismo wydawane było do lata 1939 roku w nakładzie około 5000 egzemplarzy i rozprowadzane było na Śląsku, Warszawie, Łodzi oraz granicznych miejscowościach III Rzeszy i Czechosłowacji.

### II wojna światowa
W początkowym okresie II wojny światowej miał już od dawna nie utrzymywać współpracy z władzami niemieckimi. Wiosną 1940 roku został odnaleziony przez Departament ds. Oświaty Narodowej i Propagandy urzędu Generalnego Gubernatora, gdyż uznano go za odpowiedniego kandydata na redaktora naczelnego planowanej gazety przeznaczonej dla Żydów w okupowanej Polsce, miał także zostać polecony urzędowi przez Rudolfa Wiesnera.
W lipcu 1940 roku został mianowany redaktorem naczelnym i kierownikiem utworzonej przez okupantów „Gazety Żydowskiej”, wydawanej w Krakowie. Gazeta miała zajmować się sprawami wewnątrzżydowskimi na wzór podobnych tytułów ukazujących się w Protektoracie Czech i Moraw. Gazeta była podczas II wojny światowej powszechnie uważana za gadzinówkę. Ostatni numer czasopisma ukazał się 30 sierpnia 1942 roku, dalsze losy Seiftera nie są znane. Według Larsa Jockhecka mógł w październiku 1942 roku trafić do obozu zagłady w Bełżcu, lub później, do obozu w Płaszowie.